# 天才學園
《天才學園》（英語：A.N.T. Farm）是由迪士尼頻道於2011年5月6日特別預告並於該年6月17日開始定時播出的電視影集。台灣先在2012年3月16日開始以週五首映館的形式首播，每週五21:00播三集，總共播出十五集。另外於2012年4月22日開始每週日凌晨播一集並於當天22:00重播。
本劇共3季62集，於2014年3月21日正式完結。

## 故事背景
描述一群各有所長的國中生在實行「天才學園計畫」（台）/「奇才工坊計畫」（中）（The A.N.T. (Advanced Natural Talents) program）的學校經歷高中生活。
第一、二季在「韋斯特（台）/韋伯斯特（中）中學」（Webster High School）（故台版有時會以天才學園直稱），第三季遷到由「Z科技」（Z-Tech）所建立的寄宿學校－「Z科技天才學園」（Z-Tech Prodigy School）。
台灣版第一、二季以配音播映，第三季以原音播映，故有兩種（配音版/原音版）譯名。

## 角色

### 主要角色
- 喬娜·巴克/嘉娜·派克斯（台）、琪娜·帕克斯（中）（Chyna Parks）演員：琪娜·安妮·麥克連（China Anne McClain）（國語配音：張乃文）

本劇女主兼三位核心人物之一，以低於平均年齡跳級到就讀的音樂天才。不僅很會唱歌，也可演奏吉他、鋼琴、小提琴、小號、薩克斯風、長笛、大提琴、豎琴、風笛、法國號、喇叭、鼓、口琴、鍵盤、巴松管、特雷門和湯匙等47種樂器，唯獨不會三角鐵。他把高中視為一個冒險和好玩的地方。入校後取代蕾西成為學校日後音樂劇主角。阿哲喜歡的對象及奧莉最好的朋友。
- 奧莉·陶伊/奧莉薇·杜伊（台）、奥莉芙·道尔（中）（Olive Doyle）演員：茜耶拉·麥闊米克（Sierra McCormick）（國語配音：連思宇）

本劇女二兼三位核心人物之一，擁有超強記憶力的天才。只要是讀過、聽到或看到的一切都將被「永久」銘刻在她的大腦。甚至能記得自己出生情況，並曾把人生經歷寫成書《奧莉陶伊之生平》（OLIVE DOYLE：A LIFE），希望有朝一日能被翻拍成電影。由於常對他人「搬出」『小知識』所以個性顯得自負，於是使別人對她「挑錯」時容易暴怒（通常是對阿哲狂吼，或突然打他臉）。害怕很多東西，包括：鬼怪、小妖精、捲曲的薯條。她在到喬娜家參加睡衣派對前，一直都沒試過在外面睡過一覺。在睡覺時會做各種事情，如織毛衣。第一季第4集顯示會講日語。第三季末期與阿哲成為一對。
- 弗萊哲/費來薛·昆比（台）、弗莱彻·昆比（中）（Fletcher Quimby）演員：傑克·索特（國語配音：孫若薇）

台版簡稱阿哲，本劇男主兼三位核心人物之一，美術天才。在第一集中做出了全班人的蠟像。對所有關於美術的事物都很在行，例如:油畫、雕塑、繪畫。他在第一次遇到喬娜時就迷戀上了她，但他沒法守住喜歡她的這個秘密，於是畫了很多張她的肖像畫。他常弄不清或誤解劇情狀況，於是常被喬娜和奧莉「白眼」或聯手惡整。第三季末期與奧莉成為一對，最後一集受到美術館賞識而保送紐約藝術學校深造。
- 蕾西/萊克絲·瑞德（台）、萊克茜·里德（中）（Lexi Reed）演員：史蒂芬妮·史考特（國語配音：柯萱如）

非常自戀且喜歡選美與照鏡子，學校啦啦隊長兼學生會主席。視喬娜等人為死對頭（因她入校後取代自己成為學校音樂劇主角），故有時會以「天才班」貶稱。第三季第1集表示她其實是數學天才所以也能入校，由長期購物中衡量東西是否划算的經驗所訓練出來，不過仍不喜歡被同學如此稱呼。雖一直自認自己很正，但該季第10集佐登所為她聘請的數學教授瑪西·麥克勞林（Marcy McLaughlin）（荷蒲·夏皮羅（Hope Shapiro）飾演）用「美麗公式」算出她僅3.6分，而教授以電腦建置的滿分10分模型則相近奧莉相貌，讓她看到後無法接受。
- 凱倫·巴克/卡梅隆·派克斯（台）、卡梅尔·帕克斯（中）（Cameron Parks）演員：卡隆·傑佛利（Carlon Jeffery）（國語配音：柯萱如）

喬娜哥哥，跟妹妹有天壤之別，因妹妹是個天才，而他卻連擅長的科目都沒有，但他下定決心要找到一個他擅長的科目。他不高興妹妹跟他同校，所以很努力的保持距離。於第三季12集客串，當集揭示長項為電影製作和導演。
- 安格·契斯納/安古斯（台）、安格斯·蔡司纳特（中）[6]（Angus Chestnut）演員：埃汀·明克斯（Aedin Mincks）（國語配音：連思宇）

職業駭客，擁有非常驚人食量，暗戀奧莉。他不喜歡運動，所以在第一季第9集中，他騎著老人車讓自己可以不要走路。第三季第1集由於駭入「Z科技」安全系統而受到其老闆佐登·葛蘭帝（Zoltan Grundy）賞識，因而使他決定蒞校並帶走所有（通過他面試揀選的）學生「遷立新校」。

### 配角
- 金普森（台）、吉布森（中）（Gibson）演員：扎克·施特爾（Zach Steel）（國語配音：李勇）

天才學園計畫創始人兼輔導員，總關愛著所有學生，自稱其「導師」、「顧問」等……。每當新生入學時都會張開雙臂並說「歡迎來到天才學園」（Welcome to the ANT Farm!）以示歡迎（奧莉總隨之模仿）並分配每人專屬的「儀板」（台）/「奇才掌上電腦」（中）（A.N.T. Pad）。總穿著黑黃相間條紋上衣登場，總會從頭髮「變出」東西。第一季22集短暫成為啦啦隊教練，並於該集說明他也是他們的學長還曾當過隊長，第二季15集後就不再出現。
- 培麗·郝斯提/佩絲莉→蓓莉（台）、佩斯利·豪德图斯（中）[6]（Paisley Houndstooth）演員：亞歷山德拉“艾莉”·德伯里（Alexandria "Allie" DeBerry）（國語配音：孫若薇）

17歲，蕾西閨蜜（實際上總被她「使喚」），就算她倆個性完全相反，也是凱倫幼稚園同學與除家人外唯一真心對他的同學。腦筋很笨，無論理解事物、說話還是作為皆令常人「根本匪夷所思」，如將總統日（Presidents Day）誤解為禮物日（Presents Day）（第2季14集）。第三季第3集成為Z科技員工，並於14集幫助研發「全息影像」；不過蕾西仍喜歡使喚她，甚至不滿她負責送禮遲到（巨大吹風機）；雖佐登當下說明她是為Z科技工作，但她卻覺得沒領酬勞（以為支票僅是「簽名」並決定收藏等待增值）。
- 蘇珊·斯基德莫爾（直譯）/史金莫（台版第三季）、斯基摩尔（中）（Susan Skidmore）演員：門迪·斯特林（Mindy Sterling）（國語配音：連思宇）

全名台譯施美舒，天才學園校長，喜歡對學校預算「動手腳」及對學生獎杯「說話」。一直不喜歡喬娜等人之「天才班」，第一季第4集要阿哲為他畫肖像，並於當集揭示她其實只想利用天才的能力「為己服務」。故第三季她聽聞佐登·葛蘭帝要蒞臨時故意把學校弄成「貧民窟」好讓他看到後能順利給予資助，但佐登選擇帶走所有天才生建立他自己的學校。該季第7集稱奧莉為「幾乎不記得的學生」，並說明在天才生被帶走後因開車撞破學校圍牆而被開除，才會到飯店當清掃女傭（不過她覺得成就勝於當校長）。
- 羅蘭（台）、（中）（Violet）演員：克萊爾·恩格拉（Claire Engler）（國語配音：柯萱如）

體育天才 喜歡阿哲 不過個性很暴躁 讓阿哲碰到她都避之唯恐不及
- 達瑞·巴克（台）、达里尔·帕克斯（中）（Darryl Parks）演員：費尼斯·米歇爾（Finesse Mitchell）（國語配音：李勇）

喬娜與凱倫父親，行事非常搞笑的警察，常被學校同學誤認為「商場警察」（mall cop）。第2季14集揭示他喜歡將奶油稱作「爆米花醬」（"Popcorn Sauce"）（因"Butter"裏頭有"butt"〔屁股〕，台版翻:因為裏頭有‘奶’）

### 特別客串
- 絲珂·瓊斯（台）、杉杉·琼斯（中）（Sequoia Jones）演員：辛蒂亞（國語配音：孫若薇）（第2季第1集）

喬娜喜愛的知名影星，生活忙到連運動都有專人「代勞」。蒞校是為新電影「揣摩角色」（關於音樂天才兒童）。徵得喬娜同意後持續在她身邊學她一舉一動，但此舉讓奧莉很「吃味」。後來她黏人到在喬娜家並做出種種想取代她的舉動讓她感到害怕，甚至為篡奪表演而綁架她想餵鯊魚還「陰笑」。最後向眾人解釋這全是誤會——她是要演「試圖取代主角的偏執狂」，結尾與喬娜在卡巴之夜（台）/卡巴萊歌舞（中）（Caberet Night）同台演唱。
- 珍妮·蓋瑪/薇妮莎·拉凡德（台）、珍妮·高萨曼/瓦內萨·拉芳婷（中）（Jeanne Gossamer/Vanessa LaFontaine）演員：凡妮莎·摩根（Vanessa Morgan）（國語配音：孫若薇）（第2季第3～6集）

知名模特兒，因凱倫看到蕾西型錄封面而愛上她。後來因喬娜幫忙而成功聯絡甚至約出來見面。原本想趁她動眼科手術之恢復期尚看不清以便於約會，後來因種種意外導致她極度訝異且不滿。最後因喬娜解釋緣由才釋懷，並答應成為凱倫女友（因他態度與作為真誠且不同於工作上常碰到的男模）。不過因她極受全校男同學愛慕，又加上安格從旁給予「建議」說要讓她「遠離男人」，所以他只好都帶她到「都是女生」的場合（皆為蕾西主持的社團），不過卻讓她產生大誤會。
- 塔斯馬尼亞·奈維（台）、塔茲马年·內维尔（中）（Tasmanian Neville）演員：比利·安格（Billy Unger）（第2季第7集）

- 羅琳（台）、劳琳（中）（Laurin）與席拉（台）、瑟琳（中）（Syerra）演員：勞琳·艾莉莎·麥克連（Lauryn Alisa McClain）與西埃爾拉·麥克連（Sierra McClain）（第2季第16集）

喬娜喜愛的知名歌唱團體——三美圖（台）/三重彩（中）（Trifecta）團員。

## 集數列表
| 台灣版集數 | 標題                    | 美國版集數 | 首播時間                       | 產品碼 |
| --- | ----------------------- | ---------- | ------------------------------ | ------ |
| 01 | transplANTed            | 01         | 2012/3/16 21:00 （週五首映館） | 101    |
| 喬娜跳級入學，帶阿哲和奧莉到蕾西的派對。 |                         |            |                                |        |
| 02 | participANTs            | 02         | 2012/3/16 21:30 （週五首映館） | 102    |
| 大家要報名參加社團活動。阿哲加入停止飢餓社。喬娜參加啦啦隊斟選，蕾西藉機暗算喬娜。 |                         |            |                                |        |
| 03 | the phANTom locker      | 03         | 2012/3/16 22:00 （週五首映館） | 103    |
| 校長要阿哲為她畫像，但是對結果不滿意。奧莉先糾纏凱倫，被凱倫設計趕走又亂動喬娜的置物櫃。 |                         |            |                                |        |
| 04 | the informANT           | 07         | 2012/3/23 21:00 （週五首映館） | 104    |
| 凱倫收錢為別人做作業。喬娜用收集布丁點數換現金買新書包。達瑞懷疑她偷竊，找同事臥底調查。凱倫不滿意達瑞從證物室帶回給他不能用的禮物。喬娜發現臥底，與阿哲和奧莉一起設局。                                                     |                         |            |                                |        |
| 05 | bad romANTs             | 06         | 2012/3/23 21:30 （週五首映館） | 105    |
| 喬娜因為金普森寂寞，表示要花時間陪他。阿哲想要找機會接近喬娜。金普森對喬娜和阿哲表示要當他們永遠的好朋友。喬娜和阿哲要找出金普森小時候的女友蘇菲。蕾西要奧莉讓她上校刊封面。                                                 |                         |            |                                |        |
| 06 | sciANTs fair            | 04         | 2012/3/23 22:00 （週五首映館） | 106    |
| 喬娜看電視看通宵沒看書去考試，仍然得到A。凱倫和蕾西利用撿到的校長手機發簡訊給老師，操作他們的行動。校長懸賞50元要拿回手機，蕾西要求200元。喬娜認為校長為了保有獎盃，讓表現差的同學有好成績。                                 |                         |            |                                |        |
| 07 | studANT council         | 05         | 2012/3/30 21:00 （週五首映館） | 107    |
| 喬娜在意自己無法參選學校舞會，在奧莉建議下參選學園代表。聽到安格說出這個位子的壞處，緊急撤掉海報，並且設計奧莉參選。阿哲為了追喬娜而討好達瑞。                                                                               |                         |            |                                |        |
| 08 | replicANT               | 08         | 2012/3/30 21:30 （週五首映館） | 108    |
| 新加入學員萊杰，透過機器人進行視訊上課。喬娜被吸引。奧莉表現自己在電玩上比凱倫強，凱倫和奧莉要比賽。 |                         |            |                                |        |
| 09 | clairvoyANT             | 09         | 2012/3/30 22:00 （週五首映館） | 109    |
| 頒獎會凱倫沒得到任何一個獎項，喬娜要為凱倫找出凱倫的特殊才藝。凱倫在喬娜和奧莉設局下以為自己會通靈，消息在學校傳開，讓凱倫在喬娜要讓凱倫能繼續相信。阿哲要爭取連署餐廳恢復恐龍雞塊。                                         |                         |            |                                |        |
| 10 | managemANT              | 10         | 2012/4/6 21:00 （週五首映館）  | 110    |
| 凱倫錯把喬娜的影片放上網路，造成喬娜出名。家政課校長代課，贏的人可以得到50元禮券。阿哲和培麗一組，奧莉和安格一組。 |                         |            |                                |        |
| 11 | philANThropy            | 11         | 2012/4/6 21:30 （週五首映館）  | 111    |
| 學校空調不良，造成各地出狀況。蕾西在選美謊稱自己照顧老人，凱倫要幫她找一個老人圓謊。喬娜、奧莉和阿哲為了把金普森留在學校，進行網路募款。                                                                                     |                         |            |                                |        |
| 12 | fraudulANT              | 12         | 2012/4/6 21:54 （週五首映館）  | 112    |
| 喬娜介紹阿哲和詹克認識，並說動阿哲將畫送給詹克。可是詹克把原本是阿哲的畫冒稱是自己作品發表，大家要把畫偷回。培麗和蕾西比賽扮演公主。                                                                                         |                         |            |                                |        |
| 13 | the replacemANT         | 13         | 2012/4/13 21:00 （週五首映館） | 113    |
| 由於麥老師精神崩潰，校長接受喬娜提議指定奧莉做歷史老師的工作。凱倫要寫一個英雄當作文題目，達瑞用警車帶凱倫巡邏好讓凱倫看到自己工作狀況，但是沒有大事發生。                                                                   |                         |            |                                |        |
| 14 | slumber party ANTics    | 17         | 2012/4/13 21:30 （週五首映館） | 114    |
| 為了蕾西辦通宵派對刻意聲明不邀喬娜和奧莉，喬娜決定也辦一個通宵派對。但是奧莉不習慣在別人家過夜，把自己家的東西帶到喬娜家。而且沒更多女同學去喬娜的通宵派對。凱倫對阿哲提議畫漫畫。                                           |                         |            |                                |        |
| 15 | cANTonese style cuisine | 15         | 2012/4/13 21:58 （週五首映館） | 115    |
| 喬娜對奧莉提到創作新歌，遇上女皇咕咕。參觀幸運餅工廠弄丟女皇咕咕的電話號碼，只好回去找。阿哲和安格到餐廳，安格為了拿到幸運餅不斷點餐。蕾西發現自己沒有收到美娜的生日派對邀請函，想要知道原因。                               |                         |            |                                |        |
| 16 | ignorANTs is bliss      | 16         | 2012/8/5                       | 116    |
| 家長們要參觀天才學園，喬娜被校長指派當天的演說。可是喬娜的蟻板被凱倫弄壞，而喬娜的講稿存在裡面。凱倫為了買一個新蟻板，試圖透過參加狗展贏冠軍獎金。原本要記得講稿內容的奧莉把內容被出來錄下，但是阿哲的失誤造成奧莉失去記憶。 |                         |            |                                |        |
| 17 | some enchANTed evening  | 22         | 2012/8/12 3:01                 | 117    |
| 喬娜聽了奧莉的話對阿哲謊稱自己有男友，阿哲因此也稱自己有女友。啦啦隊的指導老師辭職，金普森成為新的指導。奧莉又安排雙對約會，造成喬娜和阿哲都找人扮演原本不存在的角色。                                                       |                         |            |                                |        |
| 18 | mutANT farm             | 14         | 2012/8/19 3:00                 | 118    |
| 天才學園變成變種窩，某些角色變成妖怪。妖怪和人類準備萬聖節舞會，但是人類不能參加。凱倫、蕾西和蓓莉扮成妖怪的模樣，要混入舞會。喬娜拿了奧莉的藥在舞會上使用把妖怪們都變成人類，要表示妖怪和人類在外表下都是一樣的。           |                         |            |                                |        |
| 19 | sANTa's little helpers  | 19         | 2012/8/26 3:00                 | 119    |
| 達瑞想知道喬娜母親會送什麼聖誕節禮物，決定跟蹤她到商場。校長宣佈要大家做禮物送給孤兒，實際上拿去出售。達瑞到賣場扮成聖誕老人，並強迫凱倫扮小精靈。大家決定在新製造的音樂盒動手腳，可是校長改變主意把這些玩具送去給孤兒。     |                         |            |                                |        |
| 20 | performANTs             | 21         | 2012/9/2 3:01                  | 120    |
| 喬娜向蕾西表示也要去毒物廢墟聽血屠夫樂團，並且在徵求母親同意時假稱虛構的「快樂的絨毛朋友」。凱倫答應幫蕾西拿到血屠夫樂團的後台通行證，交換自己每週三可以坐在餐廳的名人桌。                                                   |                         |            |                                |        |

## 注解
1. 日文版主題曲
2. .   [2017-11-18]. （原始内容存档于2017-12-01）.
3. ↑  .   [2012-08-07]. （原始内容存档于2011-05-15）.
4. ↑  第1季24集
5. ↑  巧合的是配音員自己也會講日語。
6. 1 2  第一季第9集。
7. 1 2  台版第一集是「歡迎來到蟻窩」與「蟻板」。

## 外部連結
- 官方網站（英文） （页面存档备份，存于）
- 奇才工坊-百度百科
- 奇才工坊-豆瓣 （页面存档备份，存于）
- 天才學園維基（英文） （页面存档备份，存于）